# Tita Durán
Teresita "Tita Durán" Durango (1928–1990), fue una actriz de cine filipina que comenzó su carrera artística como actriz infantil. Ella fue la estrella infantil de primer éxito en el cine filipino.
Con el actor Pancho Magalona, contrajo matrimonio. Era madre del rapero ya fallecido, Francis Magalona y abuela de Maxene Magalona, a quien le descubrió una sorprendente semejanza.
Durán participó en una película a una edad muy temprana, cuando ella contaba unos 8 años de edad y cuando fue abandonada por su madre en 1936.
En 1938, la productora "Sampaguita Pictures" la contrató para participar en una película titulada "Inang Mahal aka" o (Madre Querida). Su segunda película también producida por Sampaguita, fue "Ang Magsasampaguita" (conocido también como el vendedor Sampaguita).
Durán participó también en dos películas bajo la producción de "LVN Pictures", como en "Pangarap" (Dream) y "Sawing Gantimpala" (Lost Prize), ambos en 1940.

## Filmografía
| - 1936 -Awit ng mga Ulila - 1936 -Sa Paanan ng Krus - 1937 -Milagro ng Nazareno sa Quiapo - 1937 -Anak ng Kadiliman - 1938 -Inang Mahal - 1938 -Alipin ng Palad - 1938 -Mariang Alimango - 1938 -Ang Pusong Wasak - 1939 -Anak ng Hinagpis - 1939 -Tatlong Pagkabirhen - 1939 –Tunay na Ina - 1939 -Palaboy ng Diyos - 1939 -Ang Magsasampaguita - 1940 -Awit ng Magulang - 1940 -Pangarap - 1940 -Lihim ng Lumang Simbahan - 1940 -Sa Duyang ng Pagmamahal - 1940 -Sawing Gantimpala - 1940 -Bahaghari | - 1941 -Panambitan - 1941 -Paraiso - 1946 -Guerilyera - 1946 -'Maynila - 1947 -Lantang Asahar - 1947 -Ang Kapilya sa Daangbakal - 1947 -Dahil sa Ina - 1948 -Ang Anak ng Dagat - 1948 -Pamana ng Tulisan - 1948 -Bulaklak na Walang Pangalan - 1948 -Dahil sa Iyo - 1948 -Tatlong Puso - 1948 -Maharlika - 1949 -Always kay ganda mo - 1949 -Ulilang Kalapati - 1949 -Tala sa Umaga - 1949 -Milagro ng Birhen ng mga Rosas - 1949 -Sa Piling Mo | - 1950 -Huwag ka ng Magtampo! - 1950 -Umaga na Giliw - 1950 -Kay Ganda mo Neneng - 1951 -Kasintahan sa Pangarap - 1952 -Barbaro - 1952 -Buhay Pilipino - 1952 -Cumbanchera - 1953 -Ang Ating Pag-ibig - 1953 -Sa Isang Sulyap mo Tita - 1953 -Vod-A-Vil - 1954 -Sa Isang Halik mo Pancho - 1955 -Maria Went to Town - 1956 -Mr. & Mrs. - 1957 -Bicol Express - 1957 -Yaya Maria - 1958 -Tatak ni Solomon |